# Новопокровка (Актюбинская область)
Новопокровка (каз. Новопокров) — упразднённое село в Мартукском районе Актюбинской области Казахстана. Входило в состав Хазретовского сельского округа. Ликвидировано в 2008 г.

## Население
В 1999 году население аула составляло 12 человек (6 мужчин и 6 женщин).